# I liga argentyńska w piłce nożnej (1901)
Mistrzem Argentyny w roku 1901 został klub Alumni AC, a wicemistrzem — klub Belgrano AC.
Z ligi nikt nie spadł, natomiast awansował klub Barracas Athletic Buenos Aires, co zwiększyło ligę z 4 do 5 klubów.
Mistrz Argentyny Alumni AC, znany w poprzednich sezonach pod nazwą English High School Athletic Club, pierwszy raz wystąpił pod nową nazwą.

## Primera División

### Mecze chronologicznie
| Data             | Mecz |
| ---------------- | --- |
| 19 maja 1901     | Lomas Athletic Buenos Aires - Belgrano AC 1:3                                                              |
| 6 czerwca 1901   | Belgrano AC - Alumni AC 0:1                                                                                |
| 16 czerwca 1901  | Quilmes Athletic Buenos Aires - Alumni AC 0:1                                                              |
| 24 czerwca 1901  | Quilmes Athletic Buenos Aires - Lomas Athletic Buenos Aires 0:2                                            |
| 29 czerwca 1901  | Belgrano AC - Quilmes Athletic Buenos Aires 8:2                                                            |
| 9 lipca 1901     | Alumni AC - Belgrano AC 2:0 mecz rozegrany został na stadionie klubu Flores Buenos Aires                   |
| 14 lipca 1901    | Lomas Athletic Buenos Aires - Alumni AC 0:2                                                                |
| 21 lipca 1901    | Quilmes Athletic Buenos Aires - Belgrano AC 3:1                                                            |
| 4 sierpnia 1901  | Belgrano AC - Lomas Athletic Buenos Aires 2:0                                                              |
| 11 sierpnia 1901 | Lomas Athletic Buenos Aires - Quilmes Athletic Buenos Aires 0:3                                            |
| 15 sierpnia 1901 | Alumni AC - Quilmes Athletic Buenos Aires 3:1 mecz rozegrany został na stadionie klubu Flores Buenos Aires |
| 30 sierpnia 1901 | Alumni AC - Lomas Athletic Buenos Aires 1:0 mecz rozegrany został na stadionie klubu Flores Buenos Aires   |

### Końcowa tabela sezonu 1901
| Poz | Klub                          | Mecze | Zw | Rem | Por | Pkt | BrZd | BrStr |
| --- | ----------------------------- | ----- | -- | --- | --- | --- | ---- | ----- |
| 1   | Alumni AC                     | 6     | 6  | 0   | 0   | 12  | 10   | 1     |
| 2   | Belgrano AC                   | 6     | 3  | 0   | 3   | 6   | 14   | 9     |
| 3   | Quilmes Athletic Buenos Aires | 6     | 2  | 0   | 4   | 4   | 9    | 15    |
| 4   | Lomas Athletic Buenos Aires   | 6     | 1  | 0   | 5   | 2   | 3    | 11    |